# Эррера, Даниэль (футболист)
Даниэль Эсекиэль Эррера (исп. Daniel Ezequiel Herrera; род. 6 февраля 2004, Colonia Santa Rosa, Сальта) — аргентинский футболист защитник, клуба «Сан-Лоренсо».

## Клубная карьера
Эррера — воспитанник клуба «Сан-Лоренсо». 17 мая 2024 года в поединке Кубка Либертадорес против уругвайского «Ливерпуля» Даниэль дебютировал за основной состав. 15 июня в матче против «Униона Санта-Фе» он дебютировал в аргентинской Примере.